# Deutsche Welle

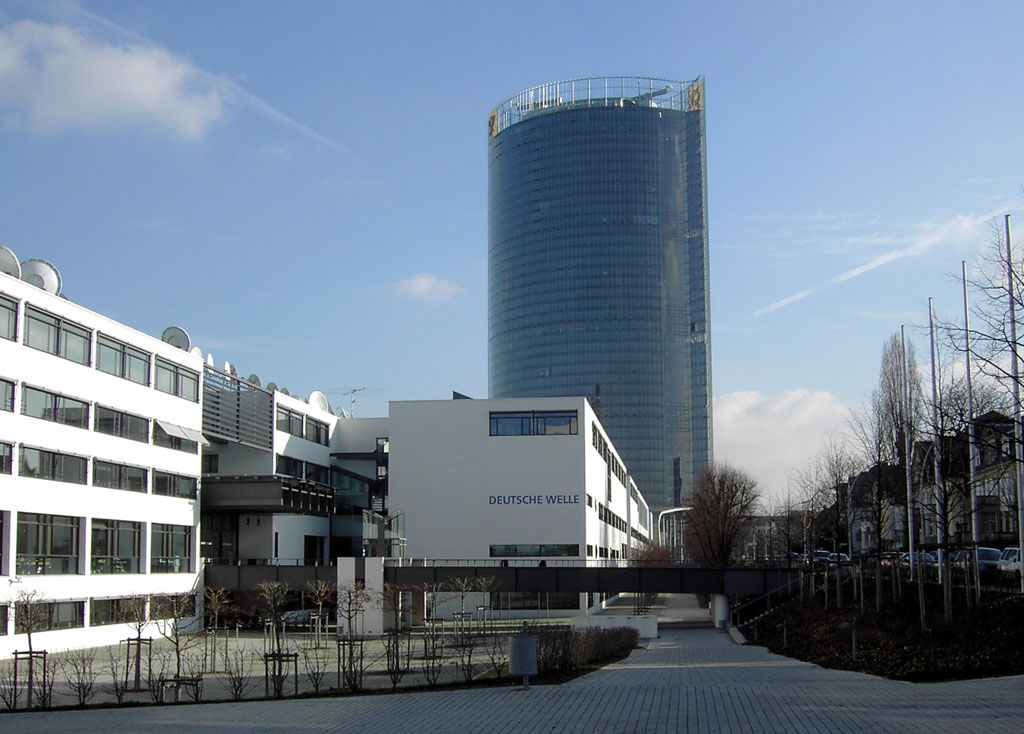
Hoofdkwartier van DW in Bonn

Deutsche Welle, afgekort DW, is een Duitse, internationaal georiënteerde omroep en deelnemer in de ARD. Tot Deutsche Welle behoren een radiozender, televisiezender, een internetsite in dertig talen en een journalistieke opleiding. De opgave van DW is het Duitsland uit te dragen als een in Europa gewortelde, uit vrije wil gecreëerde democratische rechtsstaat en begrip en uitwisseling tussen culturen en volken te stimuleren.
DW (TV) is een nieuwszender die 24 uur per etmaal en zeven dagen per week in het Duits, Engels, Frans, Spaans, Arabisch, Dari en Pasjtoe uitzendt. DW (Radio) is te horen in 31 verschillende talen. DW.de is beschikbaar in 30 talen wereldwijd. De DW Akademie biedt opleiding en bijscholing van mediaberoepen voor personen uit heel de wereld.
Deutsche Welle zendt sinds 1953 regelmatig uit. Tot 2003 was de zender in Keulen gevestigd, daarna verhuisde DW naar Bonn (DW (Radio), DW Akademie, DW.de). De hoofdzetel van DW (TV) is Berlijn. Bureaus zijn er in Brussel, Moskou en Washington. Een netwerk van vaste en freelance journalisten is voor de verslaggeving van DW verantwoordelijk.
Vanaf 2004 organiseert DW de jaarlijkse weblogverkiezing Best of the Blogs.
Na jarenlange beschuldigingen van een antizionistische en zelfs antisemitische berichtgeving door de Midden-Oostenredactie, stelde een externe onderzoekscommissie in februari 2022 vast dat in bijdrages op de sociale media door medewerkers van de Midden-Oostenredactie regelmatig sprake is geweest van Israël- en Jodenhaat. Uit het onderzoek sprak bij een aantal medewerkers een sterk anti-Joods gedachtegoed uit hun tweets.

## Verwijzingen
- (en)  DW Made for minds, in 30 talen
- (en)  DW livestream
- (en)  DW introduces new website and TV program, 5 februari 2012